# Hypoleria rhene
Hypoleria rhene är en fjärilsart som beskrevs av Frederick DuCane Godman och Osbert Salvin 1878. Hypoleria rhene ingår i släktet Hypoleria och familjen praktfjärilar. Inga underarter finns listade i Catalogue of Life.